# Toyota GR010 Hybrid
El Toyota GR010 Hybrid es un super deportivo de monocasco cerrado construido por el fabricante japonés Toyota para participar en la categoría Le Mans Hypercar del Campeonato Mundial de Resistencia de la FIA.
El coche es el sucesor directo del exitoso Toyota TS050 Hybrid que compitió en el WEC de 2016 a 2019-20, logrando 2 títulos mundiales de pilotos y dos de equipos, además de 3 victorias consecutivas en las 24 Horas de Le Mans de 2018 a 2020. El GR010 Hybrid fue presentado en línea el 15 de enero de 2021.

## Contexto
En 2018, la FIA y la ACO aprobaron la nueva regulación LMH como reemplazo de la regulación LMP1 a la que Toyota se adhirió para seguir compitiendo en el Campeonato Mundial de Resistencia. A mediados de 2018, Toyota presentó el GR Super Sport, un prototipo con apariencia de calle, a partir del cual desarrollar una versión de carreras pendiente de una regulación definitiva. Dos años más tarde, la versión de carreras se completó y se probó a puerta cerrada en el circuito Paul Ricard con el piloto de pruebas Nyck de Vries y otros pilotos del equipo todavía en las primeras etapas de desarrollo. Posteriormente, el equipo realizó una nueva prueba en diciembre de 2020 en Portimão, y en enero de 2021 en MotorLand Aragón.
Luego, el automóvil se presentó oficialmente a través de un evento en línea el 15 de enero de 2021. El automóvil es el primero en construirse siguiendo las regulaciones de la categoría LMH.
El chasis y el diseño aerodinámico de este automóvil se fabrican y ensamblan en la sede de Toyota Gazoo Racing Europe GmbH en Colonia, Alemania mientras que los motores híbridos se fabrican en Higashi-Fuji en Japón.

## Historia

### Temporada 2021
Para la temporada 2021 del Campeonato Mundial de Resistencia, la primera del GR010 Hybrid, Toyota Gazoo Racing mantendrá las alineaciones existentes, en el coche N.º 7 se mantiene el equipo campeón del mundo que está integrado por Mike Conway, José María López y Kamui Kobayashi, y en el coche N.º 8, ganador de las 24 Horas de Le Mans 2020, siguen Sébastien Buemi, Brendon Hartley y Kazuki Nakajima.
Este automóvil logró ganar las primeras cuatro carreras de la temporada. Las dos primeras fueron para el N.º 8 y las dos siguientes para el N.º 7, incluyendo las 24 Horas de Le Mans. El N.º 7 logró tres poles hasta el momento.

## Resultados

### Campeonato Mundial de Resistencia de la FIA
(Clave) (negrita indica pole position) (cursiva indica vuelta rápida)

| Año     | Equipo              | Clase    | Pilotos          | N.º | 1   | 2   | 3   | 4   | 5   | 6   | 7   | 8   | Puntos | Pos. |
| ------- | ------------------- | -------- | ---------------- | --- | --- | --- | --- | --- | --- | --- | --- | --- | ------ | ---- |
| 2021    | Toyota Gazoo Racing | Hypercar |                  |     | SPA | POR | MNZ | LMS | BHR | BHR |     |     | 206    | 1.º  |
| 2021    | Toyota Gazoo Racing | Hypercar | Mike Conway      | 7   | 3   | 2   | 1   | 1   | 1   | 2   |     |     | 206    | 1.º  |
| 2021    | Toyota Gazoo Racing | Hypercar | Kamui Kobayashi  | 7   | 3   | 2   | 1   | 1   | 1   | 2   |     |     | 206    | 1.º  |
| 2021    | Toyota Gazoo Racing | Hypercar | José María López | 7   | 3   | 2   | 1   | 1   | 1   | 2   |     |     | 206    | 1.º  |
| 2021    | Toyota Gazoo Racing | Hypercar | Brendon Hartley  | 8   | 1   | 1   | 33  | 2   | 2   | 1   |     |     | 206    | 1.º  |
| 2021    | Toyota Gazoo Racing | Hypercar | Sébastien Buemi  | 8   | 1   | 1   | 33  | 2   | 2   | 1   |     |     | 206    | 1.º  |
| 2021    | Toyota Gazoo Racing | Hypercar | Kazuki Nakajima  | 8   | 1   | 1   | 33  | 2   | 2   | 1   |     |     | 206    | 1.º  |
| 2022    | Toyota Gazoo Racing | Hypercar |                  |     | SEB | SPA | LMS | MNZ | FUJ | BHR |     |     | 186    | 1.º  |
| 2022    | Toyota Gazoo Racing | Hypercar | Mike Conway      | 7   | Ret | 1   | 2   | 3   | 2   | 1   |     |     | 186    | 1.º  |
| 2022    | Toyota Gazoo Racing | Hypercar | Kamui Kobayashi  | 7   | Ret | 1   | 2   | 3   | 2   | 1   |     |     | 186    | 1.º  |
| 2022    | Toyota Gazoo Racing | Hypercar | José María López | 7   | Ret | 1   | 2   | 3   | 2   | 1   |     |     | 186    | 1.º  |
| 2022    | Toyota Gazoo Racing | Hypercar | Brendon Hartley  | 8   | 2   | Ret | 1   | 2   | 1   | 2   |     |     | 186    | 1.º  |
| 2022    | Toyota Gazoo Racing | Hypercar | Sébastien Buemi  | 8   | 2   | Ret | 1   | 2   | 1   | 2   |     |     | 186    | 1.º  |
| 2022    | Toyota Gazoo Racing | Hypercar | Ryō Hirakawa     | 8   | 2   | Ret | 1   | 2   | 1   | 2   |     |     | 186    | 1.º  |
| 2023    | Toyota Gazoo Racing | Hypercar |                  |     | SEB | POR | SPA | LMS | MNZ | FUJ | BHR |     | 217    | 1.º  |
| 2023    | Toyota Gazoo Racing | Hypercar | Mike Conway      | 7   | 1   | 9   | 1   | Ret | 1   | 1   | 2   |     | 217    | 1.º  |
| 2023    | Toyota Gazoo Racing | Hypercar | Kamui Kobayashi  | 7   | 1   | 9   | 1   | Ret | 1   | 1   | 2   |     | 217    | 1.º  |
| 2023    | Toyota Gazoo Racing | Hypercar | José María López | 7   | 1   | 9   | 1   | Ret | 1   | 1   | 2   |     | 217    | 1.º  |
| 2023    | Toyota Gazoo Racing | Hypercar | Brendon Hartley  | 8   | 2   | 1   | 2   | 2   | 6   | 2   | 1   |     | 217    | 1.º  |
| 2023    | Toyota Gazoo Racing | Hypercar | Sébastien Buemi  | 8   | 2   | 1   | 2   | 2   | 6   | 2   | 1   |     | 217    | 1.º  |
| 2023    | Toyota Gazoo Racing | Hypercar | Ryō Hirakawa     | 8   | 2   | 1   | 2   | 2   | 6   | 2   | 1   |     | 217    | 1.º  |
| 2024    | Toyota Gazoo Racing | Hypercar |                  |     | QAT | IMO | SPA | LMS | SÃO | COA | FUJ | BHR | 190    | 1.º  |
| 2024    | Toyota Gazoo Racing | Hypercar | Mike Conway      | 7   | 6   | 1   | 7   |     | 4   | 2   | Ret | Ret | 190    | 1.º  |
| 2024    | Toyota Gazoo Racing | Hypercar | Kamui Kobayashi  | 7   | 6   | 1   | 7   | 2   | 4   | 2   | Ret | Ret | 190    | 1.º  |
| 2024    | Toyota Gazoo Racing | Hypercar | Nyck de Vries    | 7   | 6   | 1   | 7   | 2   | 4   | 2   | Ret | Ret | 190    | 1.º  |
| 2024    | Toyota Gazoo Racing | Hypercar | José María López | 7   |     |     |     | 2   |     |     |     |     | 190    | 1.º  |
| 2024    | Toyota Gazoo Racing | Hypercar | Brendon Hartley  | 8   | 9   | 5   | 6   | 5   | 1   | 15  | 10  | 1   | 190    | 1.º  |
| 2024    | Toyota Gazoo Racing | Hypercar | Sébastien Buemi  | 8   | 9   | 5   | 6   | 5   | 1   | 15  | 10  | 1   | 190    | 1.º  |
| 2024    | Toyota Gazoo Racing | Hypercar | Ryō Hirakawa     | 8   | 9   | 5   | 6   | 5   | 1   | 15  | 10  | 1   | 190    | 1.º  |
| 2025*   | Toyota Gazoo Racing | Hypercar |                  |     | QAT | IMO | SPA | LMS | SÃO | COA | FUJ | BHR |        |      |
| 2025*   | Toyota Gazoo Racing | Hypercar | Mike Conway      | 7   | 6   | 7   | 7   | 5   |     |     |     |     |        |      |
| 2025*   | Toyota Gazoo Racing | Hypercar | Kamui Kobayashi  | 7   | 6   | 7   | 7   | 5   |     |     |     |     |        |      |
| 2025*   | Toyota Gazoo Racing | Hypercar | Nyck de Vries    | 7   | 6   | 7   | 7   | 5   |     |     |     |     |        |      |
| 2025*   | Toyota Gazoo Racing | Hypercar | Sébastien Buemi  | 8   | 5   | 5   | 4   | 14  |     |     |     |     |        |      |
| 2025*   | Toyota Gazoo Racing | Hypercar | Brendon Hartley  | 8   | 5   | 5   | 4   | 14  |     |     |     |     |        |      |
| 2025*   | Toyota Gazoo Racing | Hypercar | Ryō Hirakawa     | 8   | 5   | 5   | 4   | 14  |     |     |     |     |        |      |
| Fuente: |                     |          |                  |     |     |     |     |     |     |     |     |     |        |      |

- * Temporada en desarrollo.